# اوتریک
اوتریک (به صربی: Oštrik) یک کوه است که در صربستان واقع شده‌است. اوتریک ۱٬۲۸۳ متر بالاتر از سطح دریا واقع شده‌است.